# Readville (Boston)

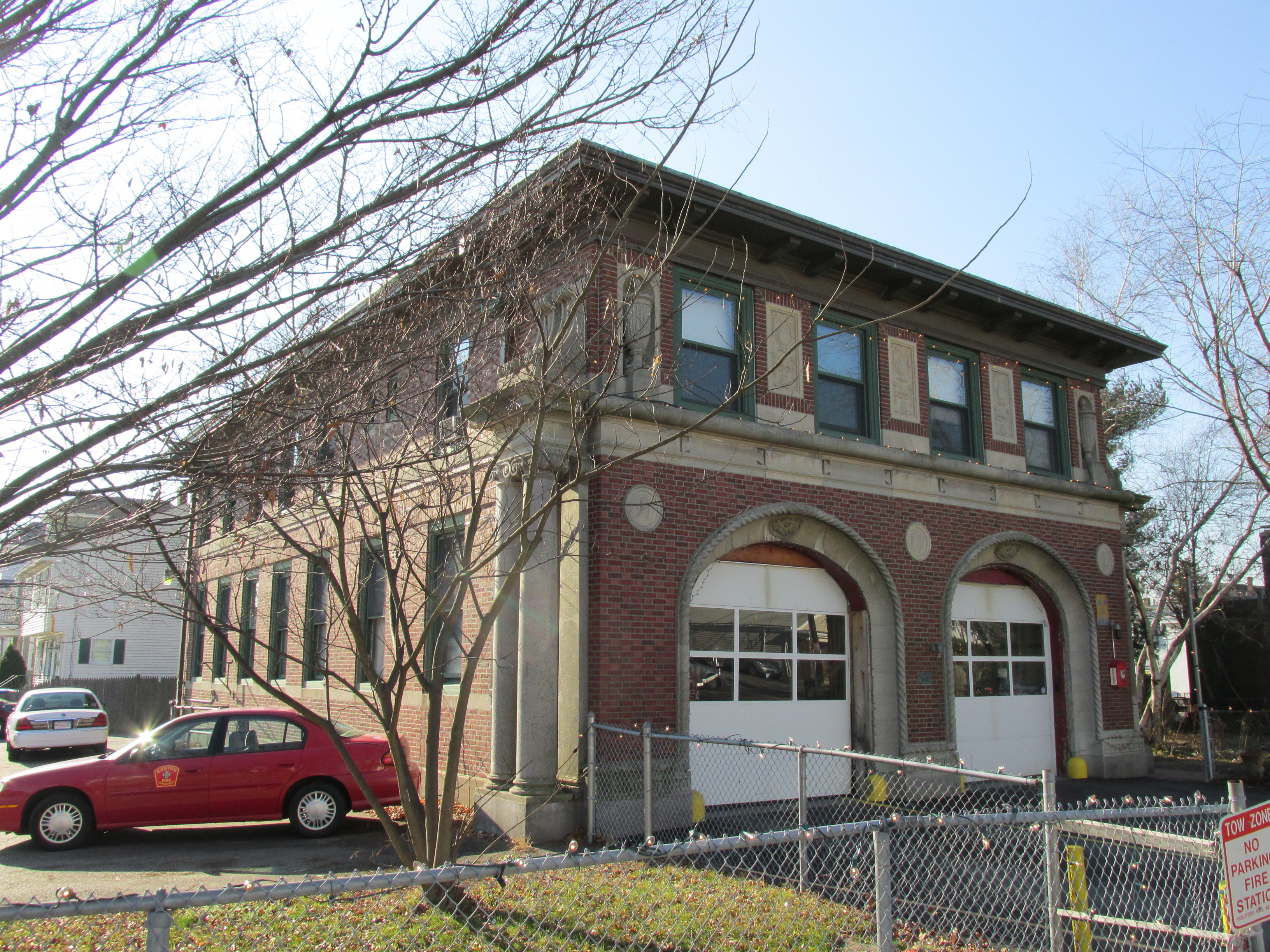
Readville, Feuerwehrhaus

Readville (von 1655 bis 1847 als Teil von Dedham Low Plains genannt) ist seit 1867 ein Stadtteil von Boston im Bundesstaat Massachusetts der Vereinigten Staaten. Readville gehört zum Stadtteil Hyde Park und wurde nach James Read benannt, einem frühen Einwohner und Inhaber einer Baumwollspinnerei.
Der Stadtteil wird im Süden durch Milton und im Westen von Dedham begrenzt. Um von Milton nach Readville zu gelangen, führt eine von mehreren Möglichkeiten über die Paul’s Bridge, eine der ältesten Brücken im Commonwealth of Massachusetts. Die Station Readville der MBTA bindet den Stadtteil an die Nahverkehrszüge der MBTA Commuter Rail an.
Vom Stadtteil aus hat man eine gute Sicht auf den Great Blue Hill und die Blue Hills Reservation. In der Nähe fließt ebenfalls der Neponset River.

## Geschichte
In Readville befand sich während des Sezessionskriegs das Camp Meigs, das als Trainingsstützpunkt für Soldaten der Unionsarmee diente, darunter auch das 54. Regiment der Massachusetts Volunteer Infantry, das im Spielfilm Glory (1989) porträtiert wurde. Ebenfalls im Camp Meigs wurde das 2. Regiment der Massachusetts Volunteer Cavalry ausgebildet, das zu einer Hälfte aus in Kalifornien rekrutierten Soldaten bestand, die mittels Seetransport nach Readville zur Ausbildung und anschließend weiter nach Virginia in den Krieg geschickt wurden. Am heutigen Meigs Field gibt es kleine Denkmäler und Gedenktafeln, die daran erinnern. Jedes Jahr findet dort am 4. Juli das Field Day Picnic statt.
Für den größten Teil des 20. Jahrhunderts wurde der Stadtteil von Immigranten aus Irland und Italien dominiert, heute jedoch wohnen dort überwiegend Afroamerikaner sowie Hispanics und Latinos. Der Bostoner Bürgermeister Thomas Menino wohnte ebenfalls lange in Readville.

## Bauwerke
Die Blue Hill Community Church ist eine nicht konfessionsgebundene Kirche, die 1888 gegründet wurde. Phillips Brooks predigte dort seine letzte Rede, und das Weihnachtslied O Little Town of Bethlehem wurde an dieser Stelle das erste Mal gesungen. In der Kirche las Samuel Francis Smith zum ersten Mal sein Gedicht America, das später mit Musik unterlegt und als My Country, ’Tis of Thee bekannt wurde.
Die St. Anne's Roman Catholic Church ist die größte örtliche Kirchengemeinde.
Im frühen 20. Jahrhundert gab es in Readville mit dem Readville Trotting Park eine beliebte Trabrennbahn, die jedoch später zu einem Lagerhaus und Distributionszentrum für die Supermarktkette Stop & Shop umgebaut wurde. Heute befinden sich dort von mehreren Unternehmen genutzte Lagerhäuser.
In Readville befanden sich außerdem weitläufige Wartungshallen für Lokomotiven und Waggons der New York, New Haven & Hartford Railroad, die in den frühen 1960er Jahren jedoch geschlossen wurden. Heute unterhält noch die CSX Corporation ein Frachtterminal an der Prescott Street und am Wolcott Square befindet sich ein Wartungsgebäude der MBTA für Passagierwaggons.